# Густина
Густина́ (англ. density) — фізична величина, яка дорівнює відношенню маси речовини (матеріалу) до її об'єму. Є фізичною характеристикою будь-якої речовини, з якої складається тіло. Для випадку однорідних тіл густина визначається як відношення маси тіла {\displaystyle m} до об'єму {\displaystyle V}, який воно займає. Отже, густина {\displaystyle \rho } описується формулою:
{\displaystyle \rho ={\frac {m}{V}}}.
У випадку неоднорідних речовин, густина не є сталою в просторі тіла і визначається для кожної його точки окремо, за умови, що обраний об'єм речовини ΔV, що охоплює задану точку з масою Δm, є якомога меншим. При розгляді речовини в околі точки ми отримуємо густину у цій точці як границю відношення маси Δm  віднесеної до її об'єму ΔV за умови, що значення об'єму прямує до нуля {\displaystyle {\Delta V\rightarrow 0}}:
{\displaystyle \rho =\lim _{\Delta V\rightarrow 0}{\frac {\Delta m}{\Delta V}}={\frac {dm}{dV}}} .

## Загальна інформація
Густина в системі SI вимірюється в кг/м³. В системі СГС одиниця вимірювання масової густини — г/см³.
Для сипких і пористих тіл розрізняють дійсну густину — без урахування порожнин — і явну густину як відношення маси речовини до всього займаного об'єму.
Як правило, в разі зменшення температури густина збільшується, але є речовини, густина яких у певних температурних діапазонах поводиться інакше, наприклад, вода і чавун.
У разі зміни агрегатного стану густина змінюється стрибкоподібно.
Найбільшу густину у Всесвіті мають чорні діри (ρ ≈ 1014 кг/м³) і нейтронні зорі (ρ ≈ 1011 кг/м³). Найнижчу густину має міжгалактичний простір (ρ ≈ 10−33 кг/м³).
В астрономії велике значення відіграє середня густина небесних тіл, оскільки за нею можна приблизно визначити склад цього тіла.

## Різновиди

### Густина відносна
Густина відносна — безрозмірнісна фізична величина, що рівна відношенню густини речовини, яка розглядається, до густини іншої речовини.
Наприклад, густина газу відносна — відношення густини газу до густини сухого повітря за нормальних умов (нормальної температури 0 °C, нормального тиску 101 325 Па = 760 мм рт.ст.) або стандартних (20 °C; 101 325 Па) умов. Відносна густина газу перебуває в прямій залежності від його молекулярної маси і змінюється приблизно від 0,5 до 1,2 і більше.
Інший приклад: густина нафти відносна (рос. относительная плотность нефти; англ. relative density of oil; нім. relative Erdöldichte f) — відношення густини нафти, визначеної за температури 20 °C, до густини дистильованої води за температури 4 °C.

### Густина дійсна
Густина дійсна — характеристика речовини, яка кількісно визначається відношенням маси речовини до її об'єму у абсолютно щільному стані (без урахування пор, тріщин).

### Чисельна густина
Число частинок, поділене на об’єм, який вони займають.

## Одиниці вимірювання
У системі SI одиницею густини є кілограм на метр кубічний (кг/м3).
Літри і тонни не є частиною SI, але прийнятні для вживання разом з нею, у таких одиницях:
- кілограм на літр (=кілограм на кубічний дециметр)
- грам на мілілітр (=кілограм на кубічний сантиметр)
- тонна на метр кубічний (=мегаграм на кубічний метр)

У США, де використовується неметрична система, густина вимірюється в таких одиницях як:
- унція на кубічний дюйм (1 г/см3 = 0.578 oz/cu in)
- унція на рідку унцію (1 г/см3 = 1.043 oz/fl. oz)
- фунт на кубічний дюйм (1 г/см3 = 0.036 lb/cu in)
- фунт на кубічний фут (1 г/см3 = 62.438 lb/cu ft)
- фунт на кубічний ярд (1 г/см3 = 1685.55 lb/cu yd)
- фунт на рідкий галон (1 г/см3 = 8.345 lb/gal)
- фунт на бушель (1 г/см3 = 77.689 lb/bu)